# Phare des Poulains
Le phare des Poulains, maison-phare, est situé à la pointe nord-ouest de Belle-Île-en-Mer (commune de Sauzon), sur une île rocheuse coupée de l'île principale à marée haute en vives eaux, la pointe des Poulains.
C'est une tour carrée en maçonnerie lisse accolée au pignon d'une maison rectangulaire en maçonnerie lisse et chaînes d'angles en pierres apparentes.
Sa construction répond à la forte hausse du trafic maritime et assure la signalisation de l’une des pointes les plus dangereuses à la navigation, entre Les Poulains et la pointe de la Presqu’île de Quiberon.
Il a été électrifié en 1950 et est automatisé depuis 1987.

## Historique
Au début du 20e siècle, la Pointe des Poulains avait la réputation d'être dangereuse puisque beaucoup de bateaux de pêche sillonnaient la côte à la recherche de sardine. Plusieurs courants océaniques se heurtent sur cette extrémité de l’île, secoués par des vents violents venant de toutes les directions.
Un projet de tourelle est envisagé à la pointe des Poulains en 1805, mais les travaux de construction du phare n'ont commencé qu'en 1867.
Sa fonction première est donc d'avertir les marins qu'ils s'approchent d'une voie de navigation très fréquentée proche de la côte.
Le phare a été inauguré le 15 septembre 1868, prêt à émettre un éclair blanc toutes les 5 secondes.
Construit selon le plan strict d'un « phare » tel que défini par le célèbre ingénieur des phares et balises Léonce Reynaud, la maison de fonction du gardien est petite mais fonctionnelle, sans réel confort hormis une cour protégée du vent avec des murs des 2 mètres de hauteur.

## Fonctionnement
Le phare fonctionnera à l’huile minérale jusqu’en 1875 puis passera à la vapeur de pétrole en 1903, avant d’être électrisé en 1950.
C’est en 1987 que le dernier gardien, René Le Port, le quittera lors de son automatisation.
Le Phare des Poulains est désormais contrôlé depuis le phare de Goulphar.
La vie s’organise dans l’austérité au milieu de ce lieu à la fois aride ou enchanteur selon les saisons et très éloigné du bourg ce qui rend les conditions de vie proches de celles en mer.
L’îlot sur lequel il est construit est d’ailleurs inaccessible à marée haute au-delà de coefficients supérieurs à 70.
Actuellement, le lieu est ouvert au public.

## Panneaux solaires

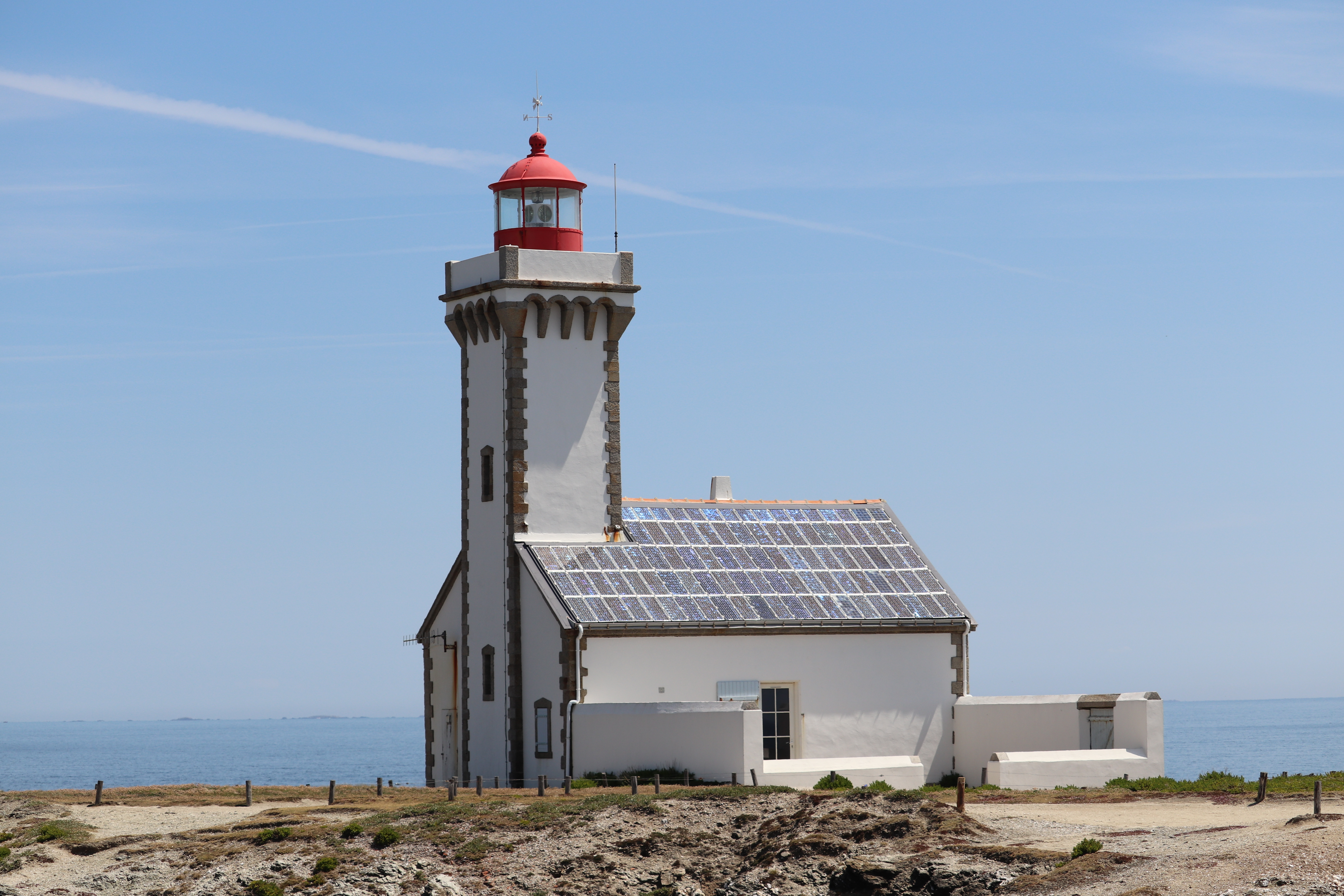
Panneaux solaires sur le toit du Phare de la Pointe des Poulains

Le phare est autonome en énergie grâce à 32 m2 de panneaux solaires photovoltaïques intégrés dans le toit du bâtiment. La puissance installée se monte à 3 kilowatt-crête. Un parc de batteries de 800 Ah permet une autonomie de 10 jours sans soleil. Un groupe électrogène de 7,5 kW permet de faire le complément en absence d'ensoleillement sur de plus longues périodes.

## Le phare dans la culture
L’endroit a été rendu populaire par Sarah Bernhardt, la grande tragédienne parisienne, qui y avait acheté le Fort Sarah-Bernhardt voisin, où elle y séjournera chaque été pendant 30 ans, de 1894 à 1922. Beaucoup de personnalités lui rendre visite et ont célébré ce phare à leur retour à Paris grâce à son esthétisme typiquement breton.